# Fábio Barreto Leite
Fábio Barreto Leite (? — ?) foi um militar e político brasileiro.
Quando era capitão do Exército, foi designado pela Presidência da República para ser o superintendente do antigo território de Roraima, em 1886.
Foi eleito  deputado estadual, à 22ª Legislatura da Assembleia Legislativa do Rio Grande do Sul, de 1893 a 1897.